# Liste des évêques de Castres
Liste des évêques de Castres

Carte du diocèse de Castres en 1781

L'évêché de Castres a été créé le 11 juillet 1317, par détachement de celui d'Albi, tout comme le diocèse de Castres. Les limites de l'évêché (religieux) de Castres ne coïncidaient pas avec celles de l'évêché civil de Castres, qui était une entité administrative, essentiellement fiscale.
Il a été supprimé le 29 novembre 1801, et son territoire a été rattaché à celui de l'archevêché d'Albi.

## Évêques successifs

### XIVe siècle
- 5 août 1317-† 1327 :  Déodat de Séverac ou Dieudonné Ier[2] (ou Adeodatus[3])
- janvier 1327[4] ou janvier 1328[5]-† 1338 : Amelius de Lautrec
- 1338-† 2 août 1353 : Jean Ier des Prés-Montpezat[6] (ou Joannes)
- 1353-1359 : Étienne de Abavo[2] (ou Stephanus de Abavo[3])
- 1359-1364 : Pierre Ier de Bagnac[2] (ou Petrus de Benhac[7])
- 31 mai 1364-† 1374 : Raimond Ier de Sainte-Gemme (ou Raymundus)
- 1375-† 30 mai 1383 : Elie de Donzenac (ou Elias de Ventadour[8])
- 8 octobre 1383-16 août 1385[4] ou 1386[5] : Guy de Roye (ou Guido)
- 1386-† 1388 : Dieudonné II[2] (ou Déodat ou Adeodatus[3])
- 2 décembre 1388-† 17 mars[4] ou 27 mai[5] 1418 : Jean II Engeard (ou Joannes Engeard d'Armagnac[9])

### XVe siècle
- 2 décembre 1388-† 17 mars[4] ou 27 mai[5] 1418 : Jean II Engeard (ou Joannes Engeard d'Armagnac[9])

- 1418-† octobre 1421 : Aimeric Noël[2] (ou Aimericus Nadal[3])
- 1422-† 22 octobre 1427 : cardinal (1426) Raimond II Mairosi[2] (ou Raymundus de Amilhau[3])
- vers 1428 : Jean III Amardy[2] (ou Joannes Ardy[10])
- novembre 1427[4] ou vers 1430[5] : Pierre II de Cotigny (ou Petrus)
- 1432-† 17 juillet 1448 : Gérard Machet (ou Gérard Marieti[8])
- 1449-† 6 août 1456[4] ou 6 août 1458[5] : Maraud de Condom[2] (ou Maraldus[3], ou Maonauld[8], ou Menaud de Condom[8])
- 1460-† 1493 : Jean IV d'Armagnac (ou Joannes)
- 20 janvier 1494-† 2 juin[4] ou 2 juillet[5] 1509 : Charles Ier de Martigny (ou Carolus)

### XVIe siècle
- 20 janvier 1494-† 2 juin[4] ou 2 juillet[5] 1509 : Charles Ier de Martigny (ou Carolus)
- 1509 : Jean V de Martigny[11]
- 1509-1526[5] ou 17 avril 1531[4] : Pierre III de Martigny (ou Petrus)
- 1528-1530 : Charles II de Martigny[12] (ou Carolus)
- 1531-1535 : Jacques de Tournon (ou Jacobus)
- 1535-† 1551 : Antoine-Charles de Vesc[2] (ou Antoninus-Carolus du Vesc[3])
- 1551[4] ou 1552[5]-† 1553 : Claude Ier d'Auraison[13]
- 1553-† 1583 : Claude II d'Auraison[14]
- 1583 : cardinal  Charles III de Lorraine-Vaudémont[15] († 30 octobre 1588)
- 1583-† 13 mai 1632 : Jean VI de Fossé (ou Joannes)

### XVIIe siècle
- 1583-† 13 mai 1632 : Jean VI de Fossé (ou Joannes)
- 13 mai 1632-† septembre 1654 : Jean VII de Fossé (ou Joannes)
- 1657-1er juillet 1662 : Charles-François d'Anglure de Bourlemont (ou Carolus-Franciscus)
- avril 1662[4] ou avril 1664[5]-† 16 avril 1682 : Michel Tubeuf (ou Michaël Tubeuf, ou Michel de Tubœuf)
- 3 juillet 1682-11 avril 1705 : Augustin de Maupeou

### XVIIIe siècle
- 3 juillet 1682-11 avril 1705 : Augustin de Maupeou
- 11 avril 1705-26 juin[5] ou † 26 juillet[4] 1736 : Honoré de Quiqueran de Beaujeu (ou Honoratus)
- 8 septembre 1736-† 24 mai 1752 : François de Lastic de Saint-Jal
- juin[5] ou 12 décembre[4] 1752-† juin[4] ou juillet[5] 1773 : Jean-Sébastien de Barral (ou Joannes-Sebastianus)

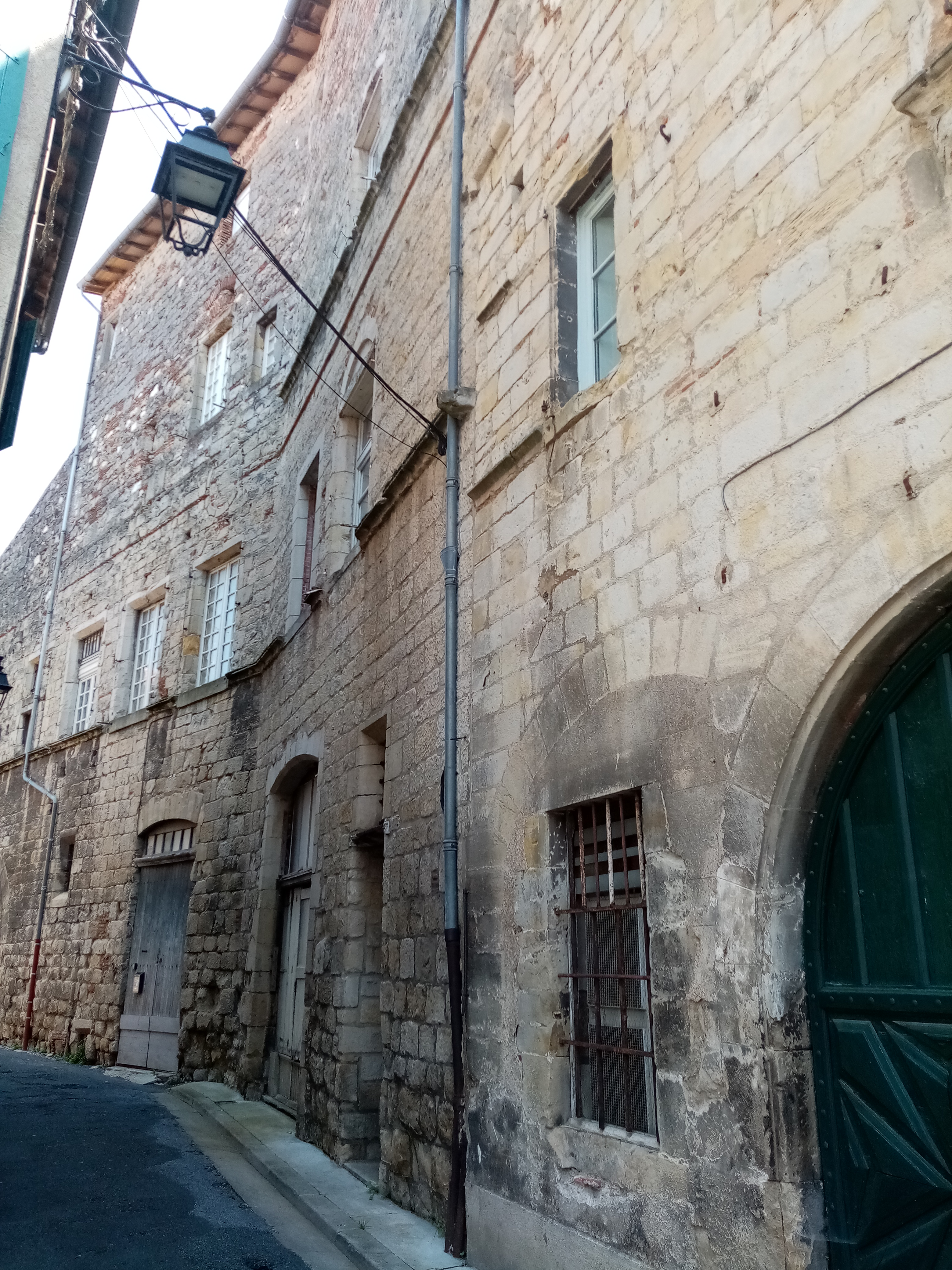
13 septembre 1773-1790 : Jean-Marc de Royère (ou Joannes-Marcus), dernier évêque avant la suppression du siège; titulaire du siège jusqu'en 1801 († 24 mai 1802).  - Évêché Médiéval dans le Vieux Castres situé rue des Capitouls.
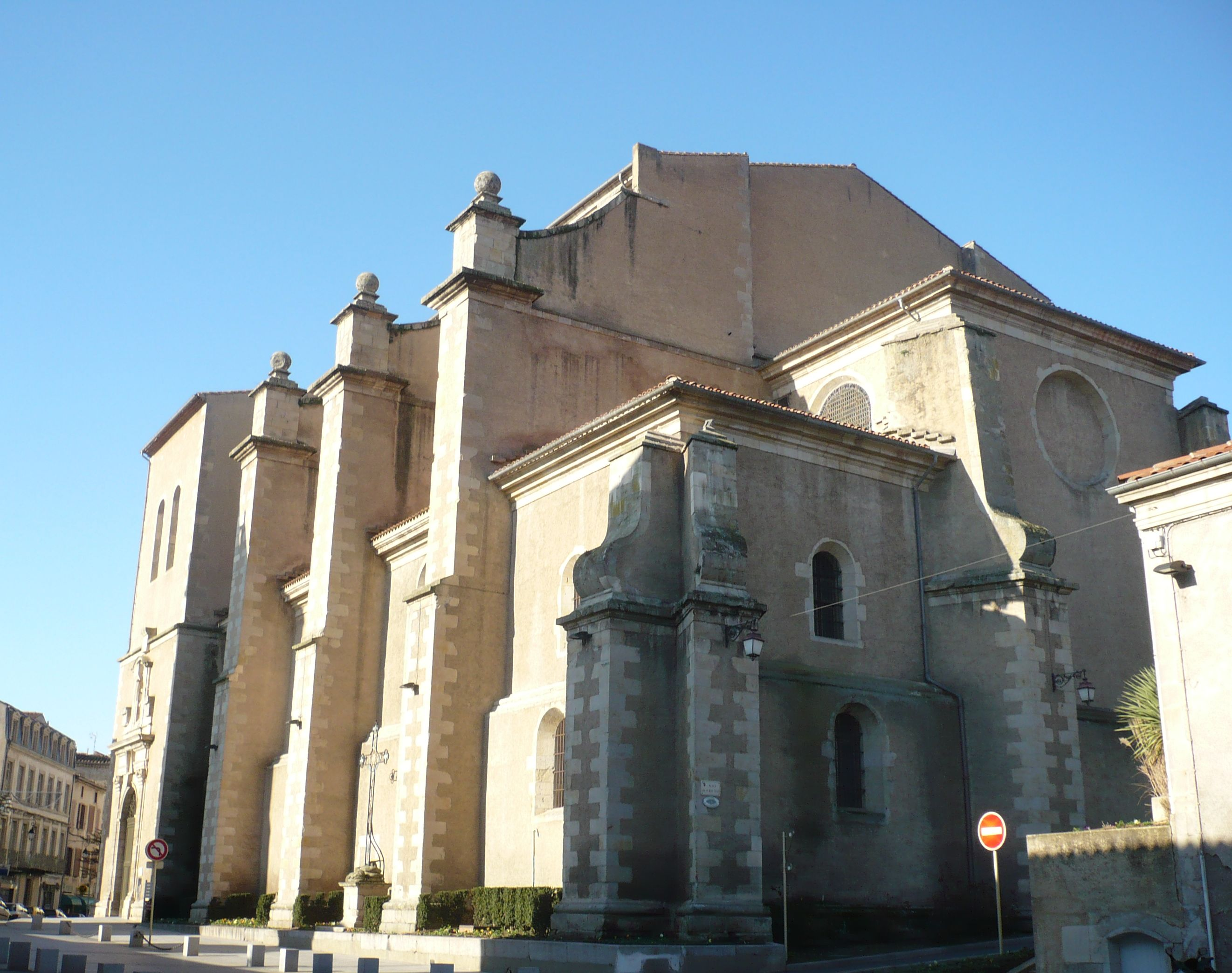
La cathédrale Saint-Benoit de Castres inachevée faute de financement. Il y a le chœur, mais il manque la nef.
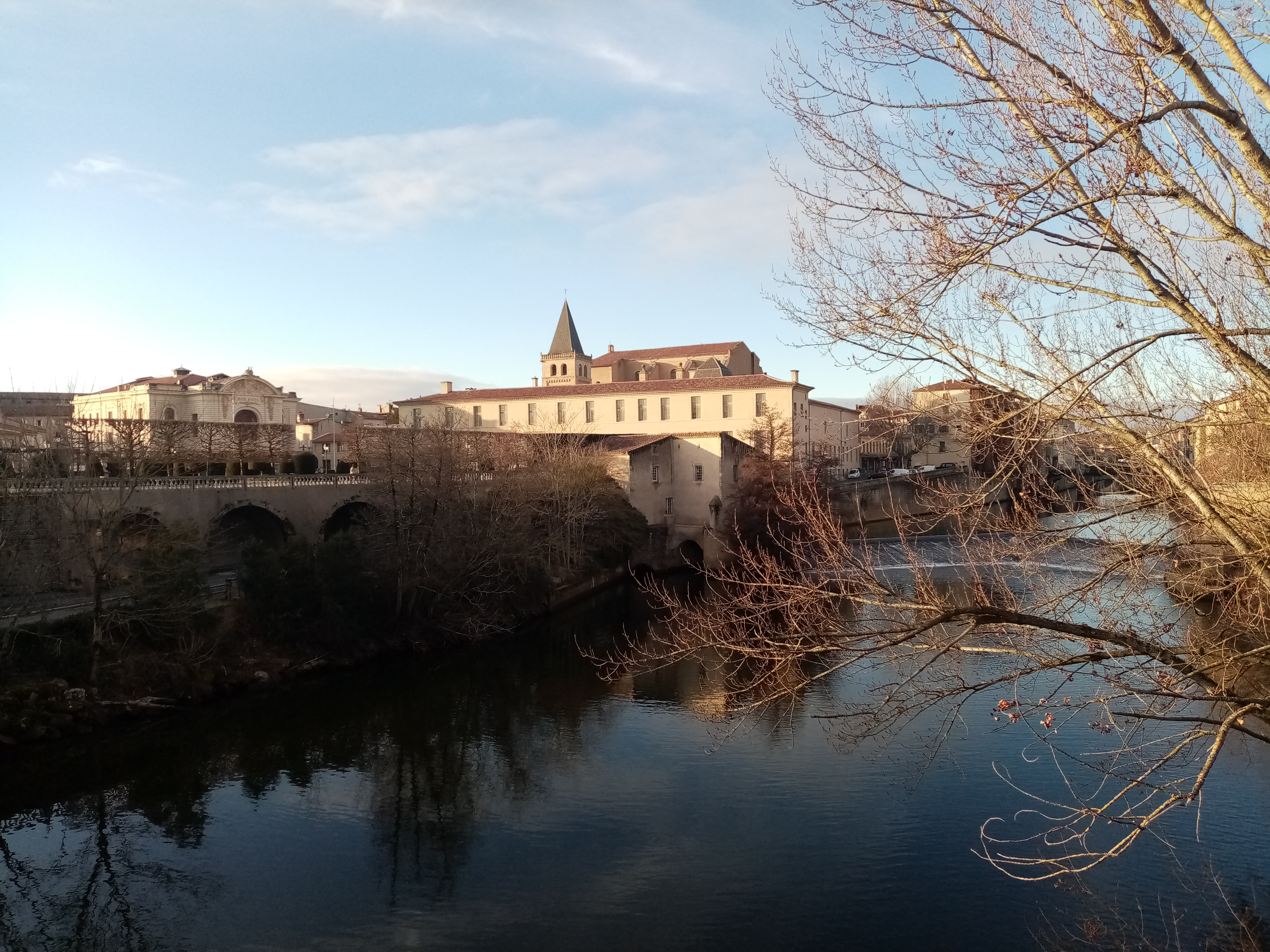
Le palais épiscopal de Castres, siège du pouvoir des évêques à partir du XVII
  - La cathédrale Saint-Benoit de Castres inachevée faute de financement. Il y a le chœur, mais il manque la nef.
  - Le palais épiscopal de Castres, siège du pouvoir des évêques à partir du XVIIe siècle